# Kimia Alisadeh
Kimia Alisadeh Zenoozi (persisch کیمیا علیزاده anhörenⓘ; bulgarisch Кимия Ализаде; * 10. Juli 1998 in Karadsch) ist eine iranisch-bulgarische Taekwondoin. Mit dem Gewinn der Bronzemedaille in der Klasse bis 57 kg bei den Olympischen Spielen 2016 in Rio de Janeiro wurde sie zur ersten Iranerin, die eine olympische Medaille erringen konnte.

## Erfolge
Alisadeh nahm seit 2013 an internationalen Wettkämpfen im Juniorenbereich teil und bestreitet seit 2015 Kämpfe im Erwachsenenbereich. Ihre größten Erfolge stellen der Gewinn der Bronzemedaillen bei den Weltmeisterschaften in Tscheljabinsk 2015 und den Olympischen Sommerspielen 2016 dar, als sie als erste iranische Sportlerin eine olympische Medaille erringen konnte. 2017 sicherte sie sich bei der Weltmeisterschaft in der Klasse bis 62 kg die Silbermedaille.
Am 12. Januar 2020 berichtete Alisadeh auf Instagram, dass sie aus dem Iran in die Niederlande geflohen sei, und begründete dies mit der politischen Situation in ihrer Heimat. Sie bezeichnete sich als „eine der Millionen unterdrückten Frauen im Iran“. Außerdem bezichtigte sie Sportfunktionäre des Sexismus und schlechter Behandlung. Im Frühjahr 2020 zog sie nach Deutschland, trainierte in Aschaffenburg und in Nürnberg. Im Frühjahr 2021 erhielt sie in Deutschland den Flüchtlings-Status und entschied sich, bei den Olympischen Sommerspielen 2020 in Tokio für das Flüchtlingsteam im Taekwondo teilzunehmen. In Tokio verpasste sie knapp eine Medaille, den Kampf um Platz drei verlor sie gegen die Türkin Hatice Kubra Ilgun.
Bei den Olympischen Sommerspielen 2024 in Paris ging sie, nachdem sie die bulgarische Staatsbürgerschaft erhalten hatte, für das bulgarische NOK an den Start gehen. In ihrer Gewichtsklasse sicherte sie sich wie schon 2016 die Bronzemedaille.